# Elsa Jacquemot
Elsa Jacquemot, née le 3 mai 2003 à Lyon, est une joueuse de tennis française, professionnelle depuis 2020.

## Biographie
Originaire de Caluire-et-Cuire et licenciée au Tennis Club de Lyon, Elsa Jacquemot s'entraîne de 2013 à 2018 avec Cédric Lenoir puis de 2018 à 2020 avec Simon Blanc avant de rejoindre à l'été 2021 l'académie Mouratoglou.
Au niveau national, elle est vice-championne de France dans la catégorie des 13/14 ans et des 15/16 ans.

## Carrière
Invitée pour disputer les qualifications des Internationaux de France en 2019, Elsa Jacquemot bat la Turque Başak Eraydın au premier tour alors qu'elle n'est classée que 868e mondiale. 
Sur le circuit junior, elle remporte deux tournois à Beaulieu-sur-Mer et Repentigny, dispute les quarts de finale à Roland-Garros et Wimbledon et prend la troisième place du Masters de Chengdu. Elle termine sa saison à la 7e place mondiale.
Elle remporte en 2020 le tournoi junior de Roland-Garros en battant en finale la Russe Alina Charaeva (6-4, 4-6, 6-2), devenant la première Française à s'imposer à Paris depuis Kristina Mladenovic en 2009. Elle devient à l'issue du tournoi n°1 mondiale junior. Deux semaines plus tard, elle s'impose sur le Grade 1 de Villena puis atteint en décembre les demi-finales de l'Orange Bowl. 
Elle est sacrée Championne du Monde junior fin 2020.
En 2021 sur le circuit ITF, elle dispute sa première finale à Périgueux. Elle est aussi quart de finaliste à Contrexéville et demi-finaliste à Poitiers.
Elle parvient une nouvelle fois en finale début 2022 à Manacor. Elle obtient ensuite de bons résultats sur terre battue avec un quart de finale au Trophée Lagardère et un deuxième tour à Roland-Garros où elle écarte Heather Watson (6-3, 6-3) avant de s'incliner contre Angelique Kerber (6-1, 7-62).
En décembre 2022, Elsa Jacquemot remporte son premier titre professionnel sur le prestigieux ITF de Dubaï (100 000 $) contre la Polonaise Magdalena Fręch.
En 2023, elle n'obtient pas de résultats significatifs jusqu'à l'US Open où elle sort des qualifications, sauvant sept balles de match face à Diana Shnaider au second tour. Au niveau ITF, elle dispute une demi-finale en Californie puis se reprend en fin de saison en atteignant la finale du tournoi de WTA 125 de Limoges. Elle perd en finale contre l'Espagnole Cristina Bucșa. En 2024, elle est quatre fois demi-finaliste en ITF, notamment à Ilkley en juin. En décembre, elle est demi-finaliste à Limoges et s'adjuge le titre en double avec Margaux Rouvroy.
En février 2025, après une finale perdue à Andrézieux-Bouthéon, elle remporte le tournoi ITF 75 de Leszno. Sur terre battue, elle est quart de finaliste à Saint-Malo et au Paris Racing. 
Invitée à l'édition 2025 de Roland-Garros, elle atteint le 3e tour en écartant l'ancienne n°3 mondiale María Sákkari (6-3, 7-64) et l'Américaine Alycia Parks (6-2, 64-7, 6-1) avant de s'incliner face à sa compatriote Loïs Boisson (6-3, 0-6, 7-5).

## Palmarès

### Finales en simple en WTA 125
| No | Date       | Nom et lieu du tournoi           | Catégorie | Dotation  | Surface      | Vainqueure      | Score         |          |
| -- | ---------- | -------------------------------- | --------- | --------- | ------------ | --------------- | ------------- | -------- |
| 1  | 11-12-2023 | Open BLS de Limoges, Limoges     | WTA 125   | 115 000 $ | Dur (int.)   | Cristina Bucșa  | 2-6, 6-1, 6-2 | Parcours |
| 2  | 07-07-2025 | Grand Est Open 88, Contrexéville | WTA 125   | 115 000 $ | Terre (ext.) | Francesca Jones | 6-4, 7-62     | Parcours |

### Titre en double en WTA 125
| No | Date       | Nom et lieu du tournoi      | Catégorie | Dotation  | Surface    | Partenaire      | Finalistes                        | Score    |          |
| -- | ---------- | --------------------------- | --------- | --------- | ---------- | --------------- | --------------------------------- | -------- | -------- |
| 1  | 09-12-2024 | Open BLS de Limoges Limoges | WTA 125   | 115 000 $ | Dur (int.) | Margaux Rouvroy | Erika Andreeva Séléna Janicijevic | 6-4, 6-3 | Parcours |

## Parcours en Grand Chelem

### En simple dames
| Année | Open d'Australie | Open d'Australie | Internationaux de France | Internationaux de France | Wimbledon       | Wimbledon         | US Open         | US Open         |
| ----- | ---------------- | ---------------- | ------------------------ | ------------------------ | --------------- | ----------------- | --------------- | --------------- |
| 2019  | —                | —                | Q2                       | Antonia Lottner          | —               | —                 | —               | —               |
| 2020  | —                | —                | 1er tour (1/64)          | Renata Zarazúa           | Annulé          | Annulé            | —               | —               |
| 2021  | —                | —                | 1er tour (1/64)          | Elena Rybakina           | —               | —                 | —               | —               |
| 2022  | —                | —                | 2e tour (1/32)           | Angelique Kerber         | Q1              | Lizette Cabrera   | Q1              | Moyuka Uchijima |
| 2023  | Q1               | Clara Burel      | Q3                       | Simona Waltert           | Q1              | Elizabeth Mandlik | 1er tour (1/64) | Lesia Tsurenko  |
| 2024  | Q2               | Julia Riera      | 1er tour (1/64)          | Ana Bogdan               | 1er tour (1/64) | Sloane Stephens   | Q1              | Arina Rodionova |
| 2025  | Q1               | Maddison Inglis  | 3e tour (1/16)           | Loïs Boisson             | 2e tour (1/32)  | Belinda Bencic    |                 |                 |

N.B. : à droite du résultat se trouve le nom de l'ultime adversaire.

### En double dames
| Année | Open d'Australie | Open d'Australie | Internationaux de France                                                                    | Internationaux de France | Wimbledon | Wimbledon | US Open | US Open |
| ----- | ---------------- | ---------------- | ------------------------------------------------------------------------------------------- | ------------------------ | --------- | --------- | ------- | ------- |
| 2020  | —                | —                | 1er tour (1/32) E. Lechemia \|\| style="text-align:left;" \| E. Alexandrova O. Kalashnikova | Annulé                   | Annulé    | —         | —       |         |
| 2021  | —                | —                | 1er tour (1/32) E. Lechemia \|\| style="text-align:left;" \| Hsieh S.-w. E. Mertens         | —                        | —         | —         | —       |         |
| 2022  | —                | —                | 1er tour (1/32) S. Janicijevic \|\| style="text-align:left;" \| A. Muhammad E. Shibahara    | —                        | —         |           |         |         |
| 2023  | —                | —                | 1er tour (1/32) L. Jeanjean \|\| style="text-align:left;" \| L. Kichenok J. Ostapenko       | —                        | —         | —         | —       |         |
| 2024  | —                | —                | 1er tour (1/32) H. Tan \|\| style="text-align:left;" \| T. Mihalíková L. Nosková            | —                        | —         | —         | —       |         |

N.B. : le nom de la partenaire se trouve sous le résultat ; les noms des ultimes adversaires se trouvent à droite.

## Parcours en WTA 1000
Les tournois WTA « Premier Mandatory » et « Premier 5 » (entre 2009 et 2020) et WTA 1000 (à partir de 2021) constituent les catégories d'épreuves les plus prestigieuses, après les quatre levées du Grand Chelem. 

De 2009 à 2023, les tournois Premier Mandatory (dits tournois WTA 1000 obligatoires entre 2021 et 2023) regroupent Indian Wells, Miami, Madrid et Pékin, les autres constituant les tournois Premier 5 (tournois WTA 1000 non-obligatoires). À partir de 2024, le nombre de tournois WTA 1000 passe à 10 par saison (fin de l’alternance Doha / Dubaï), ces derniers devenant tous obligatoires et offrant tous 1000 points à la vainqueure (contre 900 points précédemment pour les tournois Premier 5).

### En simple dames
| Année |       |                |       |                               |      |        |            |                           |       |        |        |        |
| Doha  | Dubaï | Indian Wells   | Miami | Madrid                        | Rome | Canada | Cincinnati | Pékin                     | Wuhan | Wuhan  |        |        |
| Doha  | Dubaï | Indian Wells   | Miami | Madrid                        | Rome | Canada | Cincinnati | Pékin                     | Wuhan | Wuhan  |        |        |
| Doha  | Dubaï | Indian Wells   | Miami | Madrid                        | Rome | Canada | Cincinnati | Pékin                     | Wuhan | Wuhan  |        |        |
| 2021  |       | Hors catégorie |       | 1er tour (1/64) D. Yastremska |      |        |            |                           |       | Annulé | Annulé | Annulé |
|       |       |                |       |                               |      |        |            |                           |       |        |        |        |
| 2025  |       |                |       |                               |      |        |            | 1er tour (1/64) R. Marino |       |        |        |        |

Sous le résultat, l’ultime adversaire.
1. 1 2   Les tournois de Doha et Dubaï alternent le statut de tournoi WTA 1000 (ex Premier 5) entre 2009 et 2023 : les trois premières éditions ont lieu à Dubaï, les trois suivantes à Doha, puis Dubaï accueille le tournoi de cette catégorie les années impaires et Dubaï les années paires. De 2011 à 2023, la ville qui n’accueille pas de WTA 1000 organise à la place un tournoi WTA 500 (ex Premier).
2. 1 2 3 4 5 6   L’ordre de déroulement des tournois a évolué depuis 2009 : Rome se dispute avant Madrid et Cincinnati avant Montréal/Toronto jusqu’en 2010, tandis que Tokyo/Wuhan/Guadalajara ont lieu avant Pékin jusqu’en 2023.
3. 1 2  Du fait de la pandémie de Covid-19, les tournois d’Indian Wells, de Miami, de Madrid, du Canada, de Wuhan et de Pékin sont annulés en 2020. Ces deux derniers le sont également en 2021. Pour des raisons d’organisation, le tournoi de Cincinnati 2020 a exceptionnellement lieu à Flushing Meadows à New York.

## Parcours en Grand Chelem junior

### En simple filles
| Année | Open d'Australie | Open d'Australie | Internationaux de France | Internationaux de France | Wimbledon     | Wimbledon   | US Open       | US Open             |
| ----- | ---------------- | ---------------- | ------------------------ | ------------------------ | ------------- | ----------- | ------------- | ------------------- |
| 2018  | —                | —                | 1er tour (1/32)          | María Carlé              | —             | —           | —             | —                   |
| 2019  | —                | —                | 1/4 de finale            | Leylah Fernandez         | 1/4 de finale | Diane Parry | 1/8 de finale | Oksana Selekhmeteva |
| 2020  | 2e tour (1/16)   | Alexandra Vecic  | Victoire                 | Alina Charaeva           | —             | —           | —             | —                   |

N.B. : à droite du résultat se trouve le nom de l'ultime adversaire.

### En double filles
| Année | Open d'Australie | Open d'Australie | Internationaux de France                                                              | Internationaux de France                                                              | Wimbledon                                                                            | Wimbledon | US Open | US Open |
| ----- | ---------------- | ---------------- | ------------------------------------------------------------------------------------- | ------------------------------------------------------------------------------------- | ------------------------------------------------------------------------------------ | --------- | ------- | ------- |
| 2018  | —                | —                | 1/8 de finale O. Lancelot \|\| style="text-align:left;" \| A. Makatsaria A. Noel      | —                                                                                     | —                                                                                    | —         | —       |         |
| 2019  | —                | —                | 1er tour (1/16) M. Léonard \|\| style="text-align:left;" \| C. Beck E. Navarro        | 1er tour (1/16) E. Avanesyan \|\| style="text-align:left;" \| R. Montgomery C. Osorio | 1/4 de finale D. Shnaider \|\| style="text-align:left;" \| A. Droguet S. Janicijevic |           |         |         |
| 2020  | —                | —                | 1er tour (1/16) W. Baszak \|\| style="text-align:left;" \| J. Bouzas Maneiro G. Grant | —                                                                                     | —                                                                                    | —         | —       |         |

N.B. : le nom de la partenaire se trouve sous le résultat ; les noms des ultimes adversaires se trouvent à droite.

## Classements WTA en fin de saison
| Année          | 2019 | 2020 | 2021 | 2022 | 2023 | 2024 |
| Rang en simple | 814  | 532  | 314  | 203  | 167  | 150  |
| Rang en double | –    | 996  | 677  | 344  | 479  | 786  |

Source : (en) Classements de Elsa Jacquemot sur le site officiel de la Fédération internationale de tennis